# Dante Bonfim Costa Santos
Dante Bonfim Costa Santos (tiếng Bồ Đào Nha Brazil: [ˈdɐ̃tʃi bõˈfĩ ˈkɔstɐ ˈsɐ̃tus]; sinh ngày 18 tháng 10 năm 1983), còn được gọi là Dante Bonfim hoặc được biết đơn giản với cái tên Dante, là một cầu thủ bóng đá chuyên nghiệp người Brazil hiện đang là đội trưởng của câu lạc bộ tại Ligue 1 là Nice. Anh chủ yếu chơi ở vị trí trung vệ, trước đây anh cũng từng được chơi ở vị trí tiền vệ phòng ngự hoặc hậu vệ trái.
Sau khi nổi lên tại Juventude, Dante tiếp tục chơi cho Lille, Charleroi và Standard Liège, giành chức vô địch Belgian Pro League với đội sau. Vào tháng 1 năm 2009, anh được Borussia Mönchengladbach ký hợp đồng, trải qua hai mùa giải rưỡi trước khi chuyển đến Bayern Munich với mức phí chuyển nhượng 4,7 triệu euro, nơi anh giành được chín danh hiệu trong nước và quốc tế.
Dante đã ra mắt quốc tế cho Brasil vào năm 2013, giành chức vô địch cúp liên đoàn các châu lục năm đó và đại diện cho quốc gia tại FIFA World Cup 2014.

## Sự nghiệp câu lạc bộ

### Khởi đầu sự nghiệp
Dante gia nhập đội trẻ của Juventude vào năm 2001 và đến năm 2002 anh đã trở thành một phần của đội hình một của câu lạc bộ. Năm 2004, anh chuyển đến bóng đá châu Âu, ký hợp đồng với Lille ở Pháp. Sau hai mùa giải với câu lạc bộ, nơi anh chỉ ra sân trong 12 trận đấu, Dante chuyển đến Bỉ, ký hợp đồng với Charleroi vào năm 2006. Sau một chiến dịch thành công tại Bỉ cho Charleroi, nơi anh đã có 27 lần ra sân và giúp câu lạc bộ giành được vị trí thứ năm đáng nể, anh đã được chuyển đến Standard Liège.
Dante đã có mùa giải ra mắt thành công với đội bóng khổng lồ của Bỉ khi Standard lên ngôi vô địch giải đấu; hậu vệ người Brazil này đã chứng tỏ mình là một thành viên không thể thiếu khi chỉ vắng mặt một trận đấu tại giải đấu năm ấy. Trong mùa giải thứ hai với Standard, anh đã góp mặt trong 15 trận đấu đầu tiên của giải đấu trước khi nhận được sự quan tâm từ một caulacj bộ ở Đức và đưa anh đến Bundesliga.

### Borussia Mönchengladbach

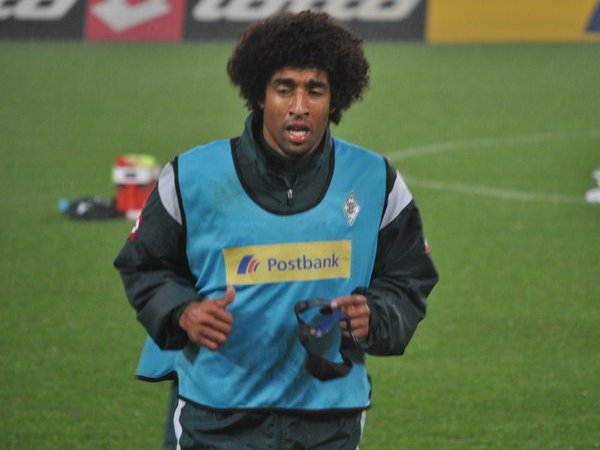
Dante tập luyện với Borussia Mönchengladbach năm 2011

Dante gia nhập câu lạc bộ Đức Borussia Mönchengladbach vào ngày 27 tháng 12 năm 2008 với mức phí chuyển nhượng không được tiết lộ, ký hợp đồng với câu lạc bộ cho đến mùa hè năm 2013. Anh ra mắt câu lạc bộ vào ngày 20 tháng 3 năm 2009, vào sân thay người ở hiệp hai trong trận thua 1–0 trước đội bóng đang vật lộn với cuộc đua trụ hạng là VfL Bochum. Bàn thắng đầu tiên của anh cho câu lạc bộ là vào lưới nhà vô địch VfL Wolfsburg vào ngày 11 tháng 4 nhưng đó là một nỗ lực thua cuộc khi 'Gladbach để thua 1–2 nhờ một bàn thắng muộn của hậu vệ Sascha Riether. Cầu thủ người Brazil đã ghi bàn thắng quyết định vào phút chót trước Energie Cottbus vào ngày 13 tháng 5, đánh đầu ghi bàn từ đường chuyền của cầu thủ chạy cánh Marko Marin để mang về chiến thắng 1–0 cho câu lạc bộ ở phút 91. Vào ngày cuối cùng của mùa giải Bundesliga vào ngày 23 tháng 5 năm 2009, Dante đã ghi bàn thắng duy nhất của 'Gladbach trong trận hòa 1–1 với Borussia Dortmund, một điểm có nghĩa là câu lạc bộ tránh được việc xuống hạng đến với 2. Bundesliga.
Trong trận mở màn của mùa giải 2009–10 vào ngày 9 tháng 8 năm 2009, Dante nhận thẻ đỏ sau một pha phạm lỗi thô bạo khiến Mönchengladbach đánh mất lợi thế dẫn trước 3–0 trước VfL Bochum, để hòa 3–3. Anh ghi bàn thắng đầu tiên trong mùa giải vào ngày 31 tháng 10, đánh đầu ghi bàn từ quả phạt góc ở phút 76 để cân bằng tỷ số 2–2 và cú sút ở phút 82 của Rob Friend đã mang về cho 'Gladbach chiến thắng 3–2 trước Hamburger SV. Vào ngày 9 tháng 4 năm 2010, Dante đánh đầu ghi bàn từ cú đá phạt của Juan Arango để nhân đôi cách biệt cho 'Gladbach, dẫn đến chiến thắng 2–0 trước Eintracht Frankfurt và gần như đảm bảo xuất trụ hạng tại Bundesliga.
Mùa giải 2010–11 chứng tỏ là một mùa giải khó khăn khác đối với 'Gladbach. Dante chỉ góp mặt trong 17 trận đấu của giải đấu khi anh phải vật lộn với chấn thương dai dẳng và câu lạc bộ kết thúc ở vị trí thứ 16, vị trí play-off xuống hạng. Tuy nhiên, Dante đã chơi trọn vẹn 90 phút trong mỗi trận play-off với VfL Bochum khi Borussia Mönchengladbach giành chiến thắng chung cuộc 2–1 để tiếp tục trụ lại giải đấu hàng đầu nước Đức trong mùa giải 2011–12.
Mùa giải tiếp theo Dante đã thành công hơn nhiều khi anh góp mặt trong 38 trận đấu trên mọi đấu trường, chơi trọn vẹn 90 phút trong mỗi trận đấu. Vào tháng 1 năm 2012, anh ám chỉ rằng anh có thể rời câu lạc bộ trước khi hợp đồng của anh hết hạn vào tháng 6 năm 2014, tiết lộ với báo chí rằng anh muốn chơi cho một câu lạc bộ hàng đầu ở Đức, đặc biệt là Bayern Munich, Borussia Dortmund và Bayer Leverkusen. Dante có ảnh hưởng lớn khi câu lạc bộ khi tiến vào bán kết DFB-Pokal, nơi câu lạc bộ để thua 4–2 trên chấm phạt đền trước Bayern Munich vào ngày 21 tháng 3 năm 2012, khi Dante và Håvard Nordtveit đá hỏng quả phạt đền để giúp Bayern có một suất vào chung kết với nhà vô địch giải đấu năm đó là Borussia Dortmund.

### Bayern Munich

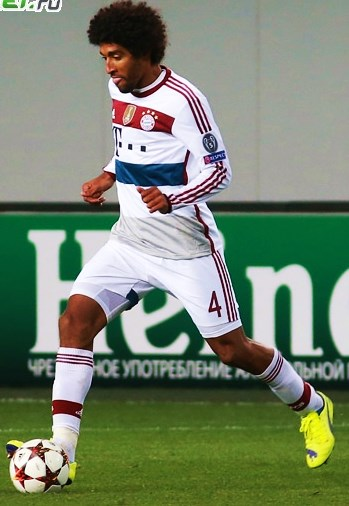
Dante chơi cho Bayern Munich năm 2014

Vào ngày 26 tháng 4 năm 2012, Dante đã đồng ý gia nhập Bayern Munich vào đầu mùa giải 2012–13 với mức phí chuyển nhượng ước tính là 4,7 triệu euro.

#### 2012–13
Lần đầu tiên Dante ra sân cho câu lạc bộ là ở DFL-Supercup vào ngày 12 tháng 8 năm 2012, bắt đầu ở vị trí trung vệ trong trận Bayern thắng Borussia Dortmund với tỷ số 2–1. Anh ấy đã có trận ra mắt Bundesliga cho gã khổng lồ xứ Bavaria vào ngày 25 tháng 8 khi Bayern dễ dàng giành chiến thắng 3–0 trong ngày khai mạc trước đội mới thăng hạng Greuther Fürth. Anh ghi bàn thắng đầu tiên cho đội trong trận thắng 5–0 trước Hannover 96 vào ngày 24 tháng 11 năm 2012. Dante đã tạo nên sự lựa chọn hàng đầu ngay lập tức tại Bayern, giành được một suất trong đội hình xuất phát 11 người và tạo thành cặp đôi ăn ý với Holger Badstuber, Daniel Van Buyten và Jérôme Boateng ở trung tâm hàng phòng ngự.
Sau khởi đầu ấn tượng của hậu vệ này với Die Roten, huấn luyện viên trưởng Jupp Heynckes chia sẻ với giới truyền thông rằng Dante là một trong những cái tên đầu tiên có trong danh sách đội hình, với đội trưởng câu lạc bộ Phillip Lahm ủng hộ quan điểm của huấn luyện viên: "Dante là một trong những hậu vệ xuất sắc nhất mà tôi từng chơi cùng." Anh đã giành được danh hiệu Bundesliga đầu tiên kể từ khi chuyển đến Đức sau chiến thắng 1–0 trước Eintracht Frankfurt vào ngày 6 tháng 4 năm 2013 và ăn mừng cùng người hâm mộ trên khán đài sau kết quả. Trong trận chung kết Champions League với Borussia Dortmund, Dante đã phạm lỗi dẫn đến quả phạt đền nhưng không phải nhận thẻ đỏ trong chiến thắng 2–1 đầy kịch tính của đội bóng xứ Bavaria.
Với Dante là trung tâm của hàng phòng ngự, Bayern đã phá vỡ kỷ lục về số bàn thua ít nhất và số trận giữ sạch lưới nhiều nhất trong một mùa giải Bundesliga trong chiến dịch giành cú ăn ba của họ.

#### 2013–14
Trong trận đấu tại Bundesliga đầu tiên của tân huấn luyện viên Pep Guardiola, gặp câu lạc bộ cũ của Dante là Borussia Mönchengladbach, Dante đã phản lưới nhà sau pha va chạm với thủ môn Manuel Neuer. Tuy nhiên, trận đấu vẫn kết thúc với chiến thắng 3–1 cho Bayern.
Vào ngày 21 tháng 12 năm 2013, Dante đã ghi bàn thắng mở tỷ số khi Bayern đánh bại Raja Casablanca với tỷ số 2–0 trong trận chung kết của FIFA Club World Cup 2013.
Vào tháng 2 năm 2014, Dante ghi ba bàn trong bốn trận đấu cho Bayern, trong chiến thắng tại Bundesliga trước Eintracht Frankfurt (5–0) và SC Freiburg (4–0) và dành chiến thắng tại DFB-Pokal trước Hamburger SV (5–0).
Vào ngày 24 tháng 3 năm 2014, Dante đã gia hạn hợp đồng với Bayern cho đến tháng 6 năm 2017.

### VfL Wolfsburg
Vào ngày 30 tháng 8 năm 2015, Dante đã đồng ý chuyển đến VfL Wolfsburg với mức phí chuyển nhượng không được tiết lộ. Vào ngày 13 tháng 1 năm 2016, Dante đã làm đồng đội Bas Dost bị thương trong khi tập luyện.

### Nice
Vào ngày 22 tháng 8 năm 2016, VfL Wolfsburg thông báo Dante sẽ chuyển đến câu lạc bộ Ligue 1 là Nice, nơi anh đã ký hợp đồng có thời hạn ba năm. Vào ngày 18 tháng 2 năm 2018, anh ghi bàn thắng đầu tiên cho câu lạc bộ trong trận hòa 1–1 với Nantes. Vào ngày 8 tháng 2 năm 2025, ở tuổi 41, Dante đã có lần ra sân thứ 250 tại giải đấu và tổng cộng 300 lần cho Nice. Ngay sau đó, anh đã ký hợp đồng gia hạn thêm 1 năm với câu lạc bộ, đảm bảo anh sẽ ở lại Nice cho đến hết mùa giải 2025–26.

## Văn hóa người hâm mộ
Trong thời gian ở Borussia Mönchengladbach, Dante nổi tiếng với mái tóc của mình, trở thành một anh hùng được sùng bái khi người hâm mộ Borussia thường xuyên đội tóc giả afro lớn như một sự tôn vinh dành cho cầu thủ mà họ yêu thích. Người hâm mộ Bayern vẫn tiếp tục truyền thống này sau khi hậu vệ này chuyển đến Munich.

## Sự nghiệp quốc tế

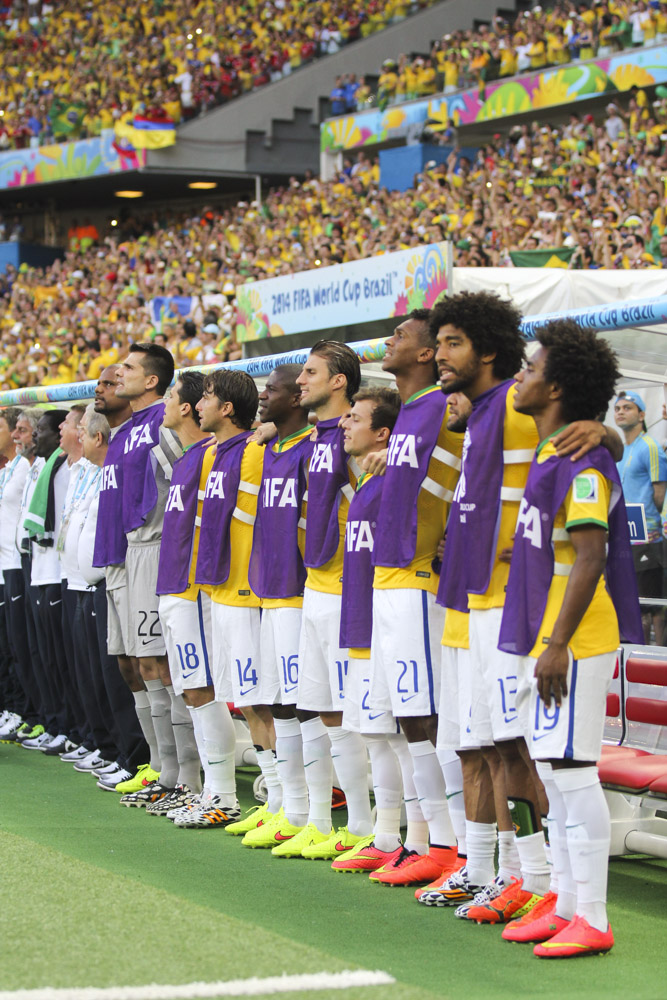
Dante (#13) tại FIFA World Cup 2014.

Dante nhận được lệnh triệu tập lần đầu tiên vào đội tuyển quốc gia Brazil vào ngày 21 tháng 1 năm 2013 bởi huấn luyện viên Luiz Felipe Scolari để trở thành một phần của đội hình cho một trận đấu giao hữu với Anh, vào ngày 6 tháng 2 tại Sân vận động Wembley. Anh bắt đầu trận đấu mà đội tuyển Anh giành chiến thắng 2–1 sau các bàn thắng của Wayne Rooney và Frank Lampard.
Vào ngày 22 tháng 6 năm 2013, anh đã ghi bàn thắng quốc tế đầu tiên của mình trong trận đấu vòng bảng cuối cùng của FIFA Confederations Cup 2013, gặp Ý ngay trước khi hiệp một kết thúc, sau khi vào sân thay cho David Luiz ở phút thứ 33.
Dante là thành viên của đội tuyển Brazil tham dự FIFA World Cup 2014, anh chỉ xuất hiện một lần trong trận bán kết với tư cách là cầu thủ thay thế cho đội trưởng Thiago Silva bị treo giò, khi Seleção bị Đức đánh bại trong trận đấu với tỷ số kỷ lục là 7–1.
Trong bình luận liên quan đến thất bại, ông cho biết ông "đã bị đối xử 'ít tôn trọng hơn'".

## Cuộc sống cá nhân
Dante đã kết hôn và có hai người con. Chú của anh, Jonilson Veloso, là một huấn luyện viên bóng đá.

## Thống kê sự nghiệp

### Câu lạc bộ
Tính đến 17 tháng 5 năm 2025
| Câu lạc bộ               | Mùa giải            | Giải đấu               | Giải đấu | Giải đấu | Cúp quốc gia | Cúp quốc gia | Cúp liên đoàn | Cúp liên đoàn | Châu lục | Châu lục | Khác | Khác | Tổng cộng | Tổng cộng |
| Câu lạc bộ               | Mùa giải            | Hạng đấu               | Trận     | Bàn      | Trận         | Bàn          | Trận          | Bàn           | Trận     | Bàn      | Trận | Bàn  | Trận      | Bàn       |
| ------------------------ | ------------------- | ---------------------- | -------- | -------- | ------------ | ------------ | ------------- | ------------- | -------- | -------- | ---- | ---- | --------- | --------- |
| Juventude                | 2002                | Série A                | 20       | 0        | —            | —            | —             | —             | —        | —        | 0    | 0    | 20        | 0         |
| Juventude                | 2003                | Série A                | 20       | 1        | —            | —            | —             | —             | —        | —        | 2    | 1    | 22        | 2         |
| Juventude                | 2004                | Série A                | 13       | 0        | —            | —            | —             | —             | —        | —        | 0    | 0    | 13        | 0         |
| Juventude                | Tổng cộng           | Tổng cộng              | 53       | 1        | —            | —            | —             | —             | —        | —        | 2    | 1    | 55        | 2         |
| Lille                    | 2003–04             | Ligue 1                | 9        | 0        | 0            | 0            | 0             | 0             | —        | —        | —    | —    | 9         | 0         |
| Lille                    | 2004–05             | Ligue 1                | 2        | 0        | 0            | 0            | 1             | 0             | 4        | 0        | —    | —    | 7         | 0         |
| Lille                    | 2005–06             | Ligue 1                | 1        | 0        | 1            | 0            | 1             | 1             | —        | —        | —    | —    | 3         | 1         |
| Lille                    | Tổng cộng           | Tổng cộng              | 12       | 0        | 1            | 0            | 2             | 1             | 4        | 0        | —    | —    | 19        | 1         |
| Charleroi                | 2005–06             | Belgian First Division | 12       | 1        | 3            | 0            | —             | —             | —        | —        | —    | —    | 15        | 1         |
| Charleroi                | 2006–07             | Belgian First Division | 12       | 1        | 0            | 0            | —             | —             | —        | —        | —    | —    | 12        | 1         |
| Charleroi                | Tổng cộng           | Tổng cộng              | 24       | 2        | 3            | 0            | —             | —             | —        | —        | —    | —    | 27        | 2         |
| Standard Liège           | 2006–07             | Belgian First Division | 15       | 0        | 6            | 0            | —             | —             | 2        | 0        | —    | —    | 23        | 0         |
| Standard Liège           | 2007–08             | Belgian First Division | 32       | 1        | 6            | 1            | —             | —             | 2        | 0        | —    | —    | 40        | 2         |
| Standard Liège           | 2008–09             | Belgian First Division | 15       | 1        | 2            | 0            | —             | —             | 7        | 0        | 1    | 0    | 25        | 1         |
| Standard Liège           | Tổng cộng           | Tổng cộng              | 62       | 2        | 14           | 1            | —             | —             | 11       | 0        | 1    | 0    | 88        | 3         |
| Borussia Mönchengladbach | 2008–09             | Bundesliga             | 10       | 3        | 0            | 0            | —             | —             | —        | —        | —    | —    | 10        | 3         |
| Borussia Mönchengladbach | 2009–10             | Bundesliga             | 32       | 3        | 2            | 0            | —             | —             | —        | —        | —    | —    | 34        | 3         |
| Borussia Mönchengladbach | 2010–11             | Bundesliga             | 18       | 2        | 1            | 0            | —             | —             | —        | —        | 2    | 0    | 21        | 2         |
| Borussia Mönchengladbach | 2011–12             | Bundesliga             | 33       | 0        | 5            | 0            | —             | —             | —        | —        | —    | —    | 38        | 0         |
| Borussia Mönchengladbach | Tổng cộng           | Tổng cộng              | 93       | 8        | 8            | 0            | —             | —             | —        | —        | 2    | 0    | 103       | 8         |
| Bayern Munich            | 2012–13             | Bundesliga             | 29       | 1        | 3            | 0            | —             | —             | 12       | 0        | 1    | 0    | 45        | 1         |
| Bayern Munich            | 2013–14             | Bundesliga             | 29       | 2        | 6            | 1            | —             | —             | 9        | 0        | 3    | 1    | 47        | 4         |
| Bayern Munich            | 2014–15             | Bundesliga             | 27       | 0        | 4            | 0            | —             | —             | 7        | 0        | 1    | 0    | 39        | 0         |
| Bayern Munich            | 2015–16             | Bundesliga             | 1        | 0        | 1            | 0            | —             | —             | 0        | 0        | 0    | 0    | 2         | 0         |
| Bayern Munich            | Tổng cộng           | Tổng cộng              | 86       | 3        | 14           | 1            | —             | —             | 28       | 0        | 5    | 1    | 133       | 5         |
| VfL Wolfsburg            | 2015–16             | Bundesliga             | 23       | 1        | 1            | 0            | —             | —             | 9        | 0        | 0    | 0    | 33        | 1         |
| Nice                     | 2016–17             | Ligue 1                | 33       | 0        | 0            | 0            | 1             | 0             | 5        | 0        | —    | —    | 39        | 0         |
| Nice                     | 2017–18             | Ligue 1                | 33       | 1        | 1            | 0            | 2             | 0             | 12       | 1        | —    | —    | 48        | 2         |
| Nice                     | 2018–19             | Ligue 1                | 36       | 1        | 0            | 0            | 1             | 0             | —        | —        | —    | —    | 37        | 1         |
| Nice                     | 2019–20             | Ligue 1                | 21       | 1        | 3            | 0            | 1             | 0             | —        | —        | —    | —    | 25        | 1         |
| Nice                     | 2020–21             | Ligue 1                | 9        | 2        | 0            | 0            | —             | —             | 2        | 0        | —    | —    | 11        | 2         |
| Nice                     | 2021–22             | Ligue 1                | 34       | 0        | 4            | 0            | —             | —             | —        | —        | —    | —    | 38        | 0         |
| Nice                     | 2022–23             | Ligue 1                | 37       | 1        | 1            | 0            | —             | —             | 11       | 0        | —    | —    | 49        | 1         |
| Nice                     | 2023–24             | Ligue 1                | 32       | 1        | 3            | 0            | —             | —             | —        | —        | —    | —    | 35        | 1         |
| Nice                     | 2024–25             | Ligue 1                | 25       | 0        | 0            | 0            | —             | —             | 3        | 0        | —    | —    | 28        | 0         |
| Nice                     | 2025–26             | Ligue 1                | 0        | 0        | 0            | 0            | —             | —             | 0        | 0        | —    | —    | 0         | 0         |
| Nice                     | Tổng cộng           | Tổng cộng              | 260      | 7        | 12           | 0            | 5             | 0             | 33       | 1        | —    | —    | 309       | 8         |
| Tổng cộng sự nghiệp      | Tổng cộng sự nghiệp | Tổng cộng sự nghiệp    | 615      | 23       | 53           | 2            | 7             | 1             | 85       | 1        | 10   | 2    | 771       | 30        |

1. ↑  Bao gồm Brazilian state championship, Belgian Super Cup, DFL-Supercup, UEFA Super Cup và FIFA Club World Cup
2. 1 2 3 4  Số lần ra sân tại UEFA Champions League
3. 1 2 3  Số lần ra sân tại UEFA Europa League
4. ↑  Bốn lần ra sân tại UEFA Champions League, tám lần ra sân và một bàn thắng tại UEFA Europa League
5. ↑  Số lần ra sân tại UEFA Conference League

### Quốc tế
| Đội tuyển quốc gia | Năm       | Trận | Bàn |
| ------------------ | --------- | ---- | --- |
| Brasil             | 2013      | 10   | 2   |
| Brasil             | 2014      | 3    | 0   |
| Tổng cộng          | Tổng cộng | 13   | 2   |

Điểm số và kết quả liệt kê số bàn thắng của Brazil trước, cột điểm số hiển thị số điểm sau mỗi bàn thắng của Dante.
| # | Ngày                 | Địa điểm                              | Đối thủ  | Bàn thắng | Kết quả | Giải đấu                     |
| - | -------------------- | ------------------------------------- | -------- | --------- | ------- | ---------------------------- |
| 1 | 22 tháng 6 năm 2013  | Arena Fonte Nova, Salvador, Brasil    | Ý        | 1–0       | 4–2     | FIFA Confederations Cup 2013 |
| 2 | 16 tháng 11 năm 2013 | Sân vận động Hard Rock, Miami, Hoa Kỳ | Honduras | 2–0       | 4–0     | Giao hữu                     |

## Danh hiệu
Lille
- UEFA Intertoto Cup: 2004[51]

Standard Liège
- Belgian Pro League: 2007–08
- Belgian Super Cup: 2008

Bayern Munich
- Bundesliga: 2012–13, 2013–14, 2014–15
- DFB-Pokal: 2012–13, 2013–14
- DFL-Supercup: 2012
- UEFA Champions League: 2012–13
- UEFA Super Cup: 2013
- FIFA Club World Cup: 2013

Brazil
- FIFA Confederations Cup: 2013

Nice
- Coupe de France á quân: 2021–22[54]

Cá nhân
- Đội hình của năm bởi ESM: 2012–13[55]
- Đội hình xuất sắc nhất năm của Ligue 1 bởi UNFP: 2023–24[56]